# Krzywda (Śląsko)
Krzywda – część wsi Śląsko w Polsce, położona w województwie mazowieckim, w powiecie lipskim, w gminie Lipsko.
W latach 1975–1998 Krzywda administracyjnie należała do województwa radomskiego.